# Liste de jeux vidéo 2000 AD
Les jeux vidéo 2000 AD regroupent tous les jeux vidéo adaptés des différentes histoires ou héros du périodique 2000 AD, comme Strontium Dog, Rogue Trooper, Judge Dredd, Nemesis the Warlock ou Sláine. Cette série débute en 1984 sur ordinateurs personnels, et connait régulièrement des jeux sur consoles toutes générations confondues, sur PC, mais aussi sur mobile,.

## Ludographie
| 1984 | Strontium Dog and the Death Gauntlet |
| 1984 | Strontium Dog: The Killing           |
| 1985 |                                      |
| 1986 | Rogue Trooper                        |
| 1986 | Judge Dredd                          |
| 1987 | Nemesis the Warlock                  |
| 1987 | Sláine                               |
| 1988 |                                      |
| 1989 |                                      |
| 1990 | Judge Dredd                          |
| 1991 | Rogue Trooper                        |
| 1992 |                                      |
| 1993 |                                      |
| 1994 |                                      |
| 1995 | Judge Dredd                          |
| 1996 |                                      |
| 1997 | Judge Dredd                          |
| 1998 | Judge Dredd Pinball                  |
| 1999 |                                      |
| 2000 |                                      |
| 2001 |                                      |
| 2002 |                                      |
| 2003 | Judge Dredd: Dredd vs. Death         |
| 2004 |                                      |
| 2005 |                                      |
| 2006 | Rogue Trooper                        |
| 2007 |                                      |
| 2008 |                                      |
| 2009 |                                      |
| 2010 |                                      |
| 2011 | Judge Dredd vs. Zombies              |
| 2012 | Judge Dredd: Countdown Sector 106    |
| 2013 |                                      |
| 2014 |                                      |
| 2015 |                                      |
| 2016 |                                      |
| 2017 | Rogue Trooper: Redux                 |

### Strontium Dog

#### Strontium Dog and the Death Gauntlet
Strontium Dog and the Death Gauntlet est un jeu vidéo de type shoot 'em up en deux dimensions à défilement latéral, développé et édité par Quicksilva sur Commodore 64. C'est une adaptation du comics Strontium Dog,.

#### Strontium Dog: The Killing
Strontium Dog: The Killing est un jeu d'action en deux dimensions développé par Channel 8 Software et édité par Quicksilva sur ZX Spectrum en 1984. C'est une adaptation du comics Strontium Dog,,.

### Rogue Trooper

#### Rogue Trooper(1986)
Rogue Trooper est un jeu d'action en perspective isométrique développé par Design Design et édité par Piranha Software sur ZX Spectrum, Commodore 64 et Amstrad CPC en 1986. C'est une adaptation du comics Rogue Trooper,,,,.

#### Rogue Trooper(1991)
Rogue Trooper est un jeu de plates-formes et de tir à la première personne en deux dimensions développé et édité par Krisalis Software sur Amiga et Atari ST en 1991. C'est une adaptation du comics Rogue Trooper,,.

#### Rogue Trooper(2006)
Rogue Trooper est un jeu de tir à la troisième personne en trois dimensions développé par Rebellion Developments et édité par Eidos Interactive en 2006 sur PC (Windows), PlayStation 2, Mac et Xbox,,,. Le jeu est réédité sur Wii en 2009 par Reef Entertainment, sous-titré Quartz Zone Massacre. C'est une adaptation du comics Rogue Trooper.

#### Rogue Trooper: Redux
Rogue Trooper: Redux est un jeu de tir à la troisième personne en trois dimensions développé par TickTock Games et édité par Rebellion Developments en 2017 sur PC (Windows), PlayStation 4, Nintendo Switch et Xbox One. Cette adaptation du comics Rogue Trooper, est un remaster du jeu Rogue Trooper sorti en 2006,,,,.

### Nemesis the Warlock
Nemesis the Warlock est un jeu d'action-plates-formes en deux dimensions développé par Martech Games et édité par Creative Reality sur ZX Spectrum, Commodore 64 et Amstrad CPC en 1987. C'est une adaptation du comics Nemesis the Warlock,.

### Sláine
Sláine est un jeu d'aventure graphique développé par Martech Games et édité par Creative Reality sur ZX Spectrum, Commodore 64 et Amstrad CPC en 1987. C'est une adaptation du comics Sláine,,.

### Judge Dredd

#### Judge Dredd(1986)
Judge Dredd est un jeu d'action-plates-formes en deux dimensions développé par Beam Software et édité par Melbourne House sur ZX Spectrum et Commodore 64 en 1986. C'est une adaptation du comics Judge Dredd,,,.

#### Judge Dredd(1990)
Judge Dredd est un jeu de plates-formes-shoot 'em up en deux dimensions développé par Random Access et édité par Virgin Mastertronic sur ZX Spectrum, Amiga, Atari ST et Commodore 64 en 1990. C'est une adaptation du comics Judge Dredd,,,.

#### Judge Dredd(1995)
Judge Dredd est un jeu de plates-formes-action en deux dimensions développé par Probe Entertainment et édité par Acclaim Entertainment sur Mega Drive, Game Gear, Super Nintendo, Game Boy, et PC (DOS) en 1990. C'est une adaptation du comics Judge Dredd, plus précisément de l'adaptation cinématographique éponyme sortie la même année, Judge Dredd,,,,.

#### Judge Dredd(1997)
Judge Dredd est un jeu de tir au pistolet optique du type rail shooter en trois dimensions développé par Gremlin Interactive et édité en 1997 par Acclaim Entertainment sur borne d'arcade, et par Activision sur PlayStation. C'est une adaptation du comics Judge Dredd,. Le jeu est réédité en 2008 sur le PlayStation Network, disponible sur PlayStation 3, PlayStation Portable et PlayStation Vita.

#### Judge Dredd Pinball
Judge Dredd est un jeu vidéo de flipper développé et édité par Pin-Ball Games sur PC (Windows, DOS) en 1998. C'est une adaptation du comics Judge Dredd.

#### Judge Dredd: Dredd vs. Death
Judge Dredd est un jeu de tir à la première personne en trois dimensions développé par Rebellion Developments et édité en 2003 par Sierra Entertainment en Europe sur PC (Windows), PlayStation 2, Xbox, GameCube, puis en 2005 par Evolved Games en Amérique du Nord sur les mêmes plates-formes. C'est une adaptation du comics Judge Dredd,,.

#### Judge Dredd vs. Zombies
Judge Dredd vs. Zombies est un jeu d'action-shoot 'em up en trois dimensions dans une vue de dessus développé et édité par Rebellion Developments en 2011 sur Android, iOS, Microsoft Phone. C'est une adaptation du comics Judge Dredd,.

#### Judge Dredd: Countdown Sector 106
Judge Dredd: Countdown Sector 106 est un jeu d'aventure textuel développé et édité par Tin Man Games en 2012 sur Android, iOS, Microsoft Phone, et sur PC (Windows, Mac, Linux). C'est une adaptation du comics Judge Dredd,,.

### Compilation
En 1999, une compilation intitulée Action-Games, publiée par Serges Medien sur PC (Windows), intègre le jeu vidéo de flipper Judge Dredd Pinball, à côté des jeux Gubble 2, Have a N.I.C.E. day!, POD, Safecracker, et Speedboat Attack.

### Jeux annulés
- The Ballad of Halo Jones (Piranha software)[2]
- Judge Death (Piranha software)[2]
- Judge Dredd (Midway, prototype 1992)[57]

### Autre
Le jeu Little Big Planet propose un contenu téléchargeable, permettant d'obtenir des costumes de personnages de la franchise 2000 AD.
En 2015, le jeu Broforce intègre un personnage parodiant Judge Dredd.